# Liste der Biografien/Cei
Liste der Biografien |
Portal Biografien |
Personensuche
# |
A |
B |
C |
D |
E |
F |
G |
H |
I |
J |
K |
L |
M |
N |
O |
P |
Q |
R |
S |
T |
U |
V |
W |
X |
Y |
Z |
?
 
Ca |
Cb |
Cc |
Ce |
Ch |
Ci |
Cj |
Ck |
Cl |
Cm |
Cn |
Co |
Cr |
Cs |
Ct |
Cu |
Cv |
Cw |
Cy |
Cz
 
Cea |
Ceb |
Cec |
Ced |
Cee |
Cef |
Ceg |
Ceh |
Cei |
Cej |
Cek |
Cel |
Cem |
Cen |
Ceo |
Cep |
Cer |
Ces |
Cet |
Ceu |
Cev |
Cey |
Cez
Die Liste der Biografien führt alle Personen auf, die in der deutschsprachigen Wikipedia einen Artikel haben. Dieses ist eine Teilliste mit 17 Einträgen von Personen, deren Namen mit den Buchstaben „Cei“ beginnt.

## Cei
- Cei, José Miguel (1918–2007), italienisch-argentinischer Herpetologe und Sachbuchautor
- Cei, Pina (1904–2000), italienische Schauspielerin

### Ceil
- Ceillier, Raymond (1884–1955), französischer Flottillenadmiral

### Cein
- Ceinos, Francisco, Vizekönig von Neuspanien

### Ceio
- Ceionius Commodus, Lucius, römischer Konsul 106
- Ceionius Commodus, Lucius, römischer Konsul 78
- Ceionius Rufius Albinus (* 303), römischer Konsul und Beamter der Spätantike
- Ceionius Rufius Volusianus, Gaius, römischer Konsul 311 und 314; Prätorianerpräfekt
- Ceionius Silvanus, Marcus, römischer Konsul 153

### Ceip
- Ceipek, Kurt (1948–2023), österreichischer Journalist und Autor

### Ceir
- Ceirano, Ernesto (1873–1953), italienischer Automobilrennfahrer
- Ceirano, Giovanni (1865–1948), italienischer Automobilhersteller
- Ceirano, Giovanni Battista (1860–1912), italienischer Automobilhersteller
- Ceirano, Matteo (1870–1941), italienischer Automobilhersteller

### Ceis
- Ceiss, Carl (1959–2023), deutsch-österreichischer Dramatiker
- Ceiss, Ernst (1901–1974), österreichischer Theaterschauspieler, Rezitator und Logopäde

### Ceit
- Céitinn, Seathrún († 1644), irischer Historiker, Dichter und katholischer Priester